# Військово-цивільне адміністрування
Не варто плутати із військово-цивільним співробітництвом та військово-цивільною адміністрацією в Україні.

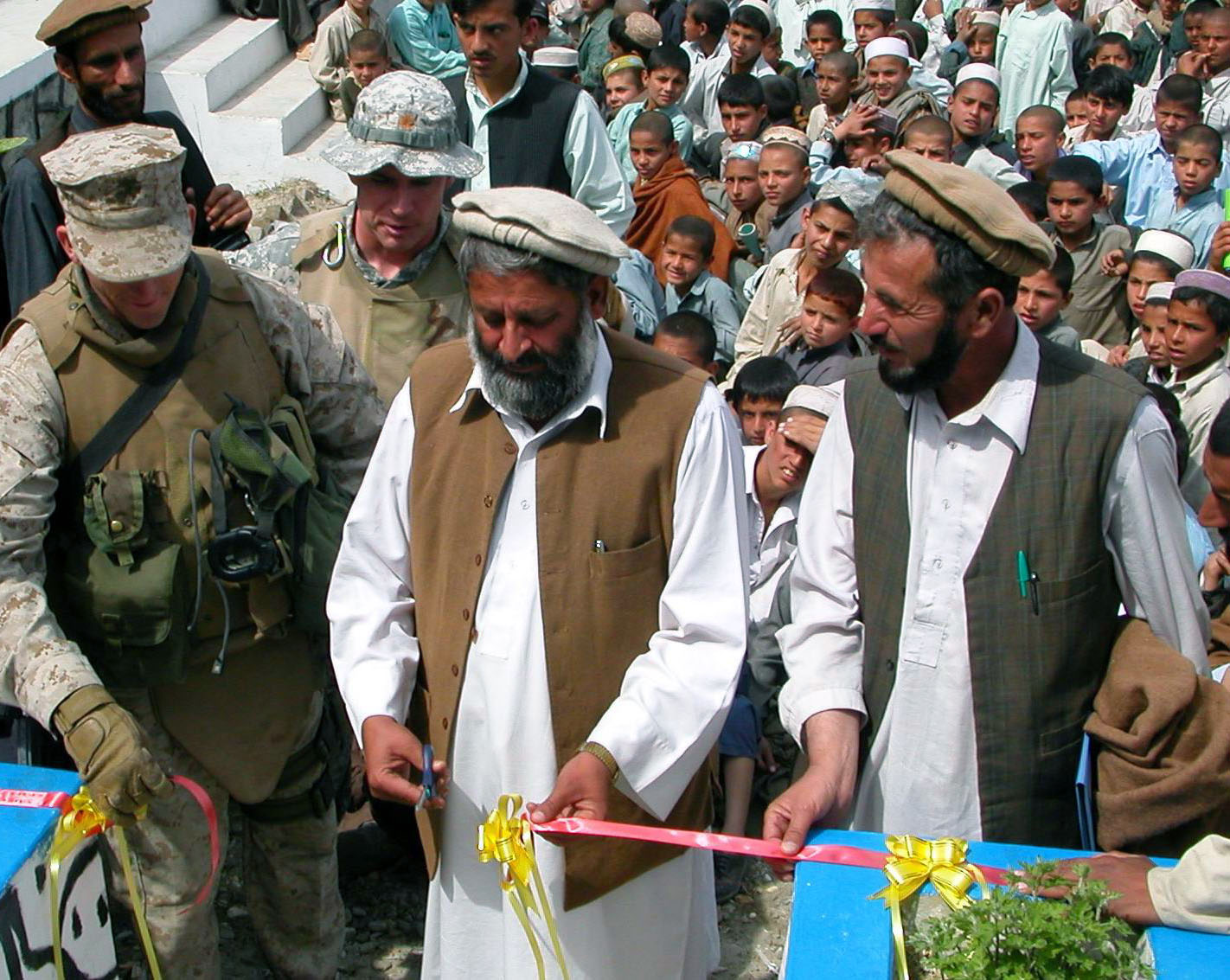
Урочисте відкриття відновленої школи. Нангархар, Афганістан. 26 березня 2006

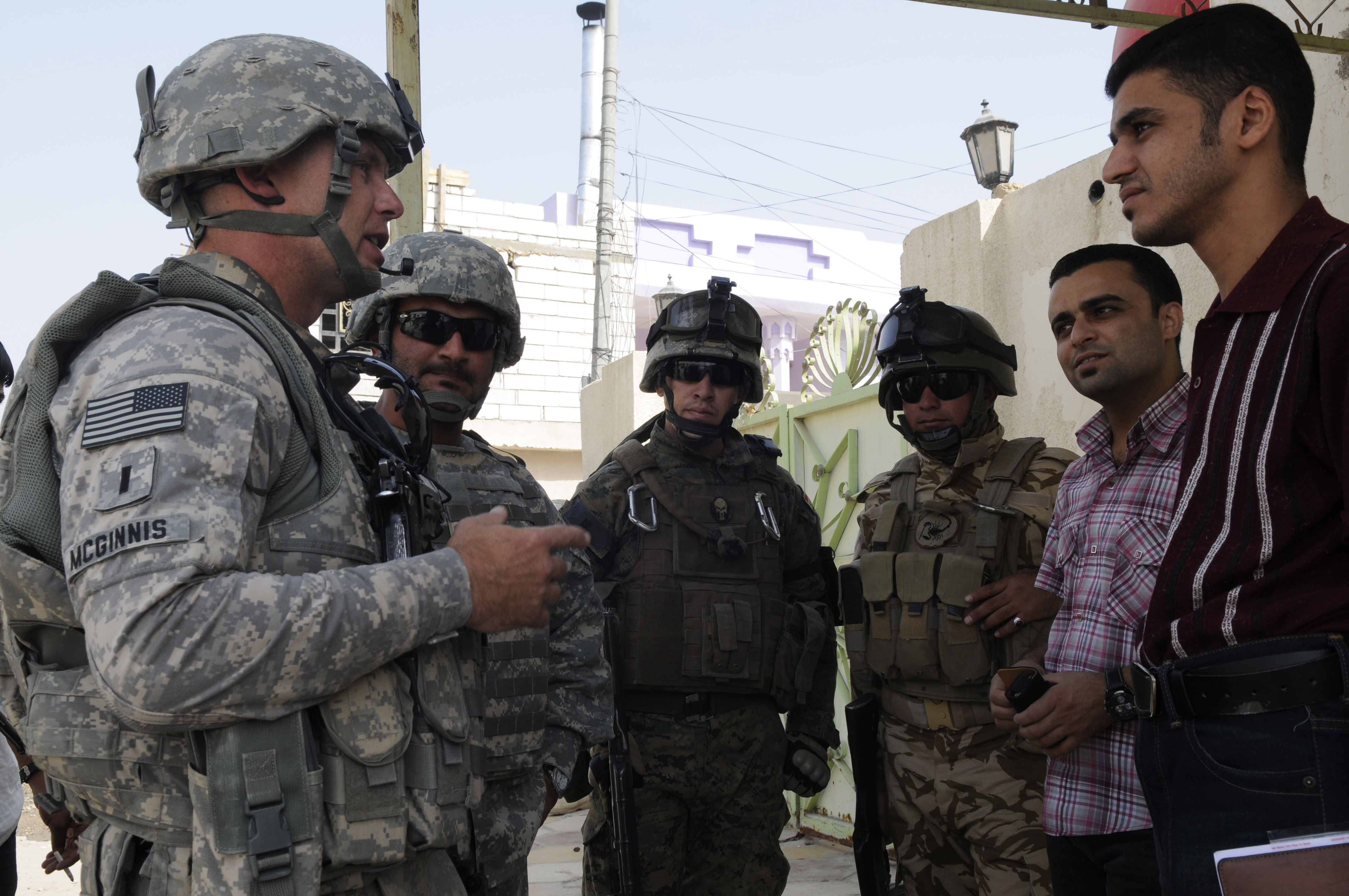
Робота групи фахівців військово-цивільного адміністрування з представниками місцевої влади. Басра, Ірак. 29 вересня 2009

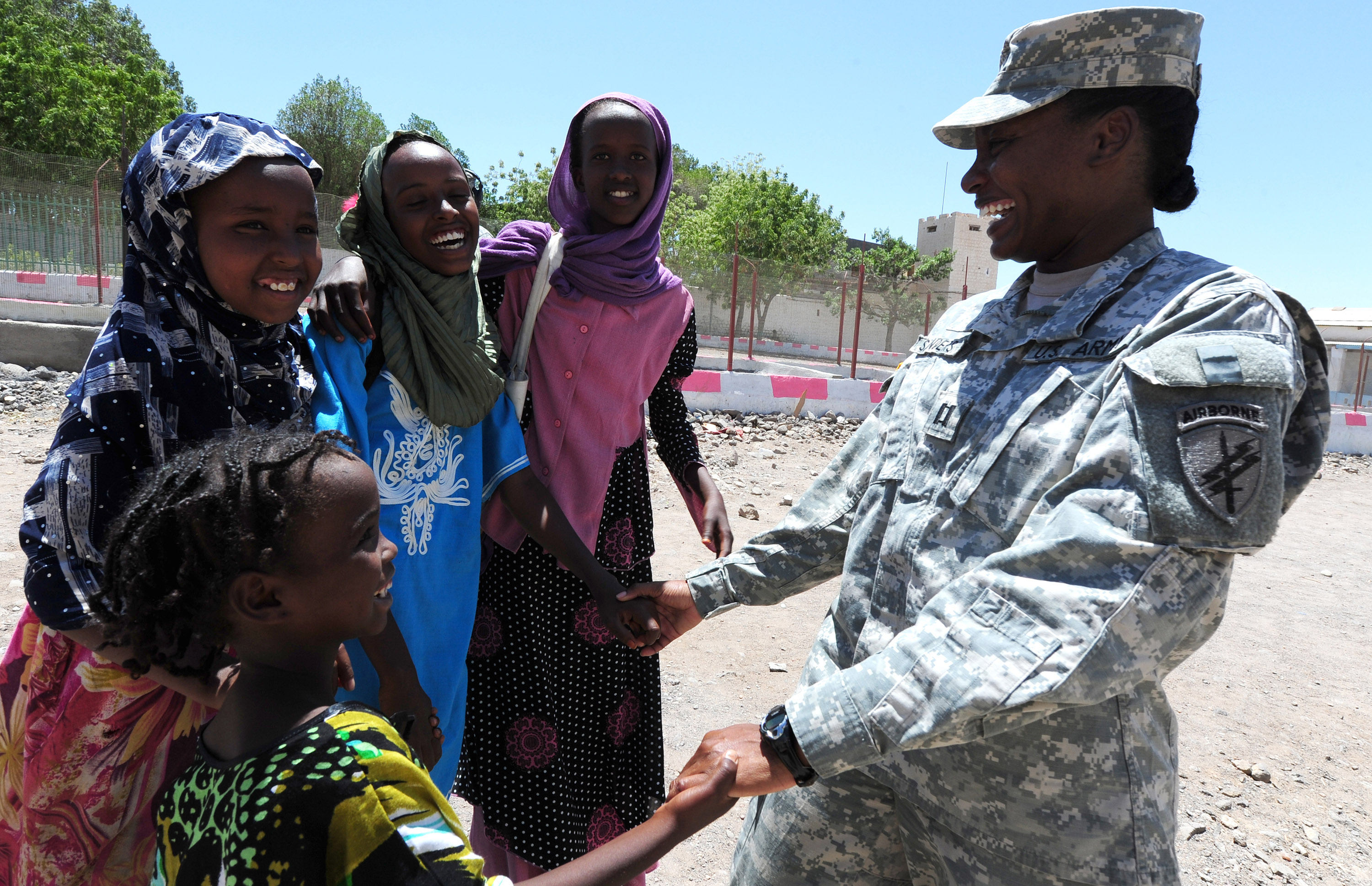
Американський капітан зі складу 402-го батальйону військово-цивільного адміністрування армії США поруч з місцевими дівчатками поблизу відбудованої школи. Джибуті. 19 квітня 2011

Військово-цивільне адміністрування (англ. Civil affairs) — у військовій справі — термін, яким у деяких країнах позначають процес цілеспрямованого впливу командувачів (командирів, начальників) на організацію та керівництво співпрацею з місцевими представниками та органами влади, а також з місцевим населенням, що перебуває в зоні відповідальності військового формування, щодо зниження впливу негативних чинників та наслідків проведення військових операцій у зоні ведення збройного конфлікту, миротворчої операції, стихійного лиха тощо. Для реалізації завдань цього адміністрування виділяється комплект сил та засобів, які іноді формують спеціалізовані підрозділи та частини, котрі безпосередньо відповідають за виконання військово-цивільних операцій.

## Зміст
Головне завдання підрозділів (частин) військово-цивільного адміністрування це організація співпраці з цивільним населенням, місцевими органами влади, іншими військовими формуваннями, що перебувають на постійній чи тимчасовій основі у визначеній зоні, урядовими та неурядовими організаціями, релігійними громадами в районі конфлікту або катастрофи. Фахівці підрозділів військово-цивільного адміністрування діють зв'язувальною ланкою між формуваннями регулярних збройних сил (правоохоронних силових структур) та мирними мешканцями зони конфлікту, й відповідають у першу чергу за інформаційну складову забезпечення співробітництва обох сторін. Професіонали координують діяльність військових, урядових, неурядових, міжнародних, благодійних, релігійних та інших організацій стосовно безпосереднього надання допомоги та забезпечення постраждалих верств населення.
Підрозділи (частини) військово-цивільного адміністрування укомплектовуються, як правило, цивільними фахівцями, а саме медиками, інженерами, спеціалістами права та правоохоронцями, пожежниками, спеціалістами в галузі комунікацій, будівництва, сільського господарства, аварійно-відновних та інших робіт, спрямованих на повне усунення негативних наслідків, спричинених наслідками військової операції, а також організацією життєзабезпечення потерпілого населення. Ці експерти, діючи безпосередньо в зоні конфлікту, на місцях здійснюють оцінку та аналіз масштабів збитку для відновлення дорожніх та інженерних мереж, медичних закладів, дитячих навчальних установ, об'єктів енерго-, тепло- та водопостачання, а також інших об'єктів інфраструктури.
Фахівці ВЦА після надходження відповідних фондів, матеріалів, сил та засобів, організують та контролюють процес відбудови та відновлення вищезазначених об'єктів та будинків.
Керівники військово-цивільного адміністрування відповідають за інформування військового командира (начальника) стосовно культурного стану справ, оцінок потреб цивільного населення, управляють потоками цивільних постраждалих під час їх евакуації із зони небезпеки, переміщенням біженців, інформує військове командування про стан відновлення та охорони об'єктів, таких як школи, культових споруд, лікарні тощо, а також взаємодіють з місцевими та міжнародними неурядовими організаціями та приватними добровольчими організаціями.